# Rauchwaren-Kommission

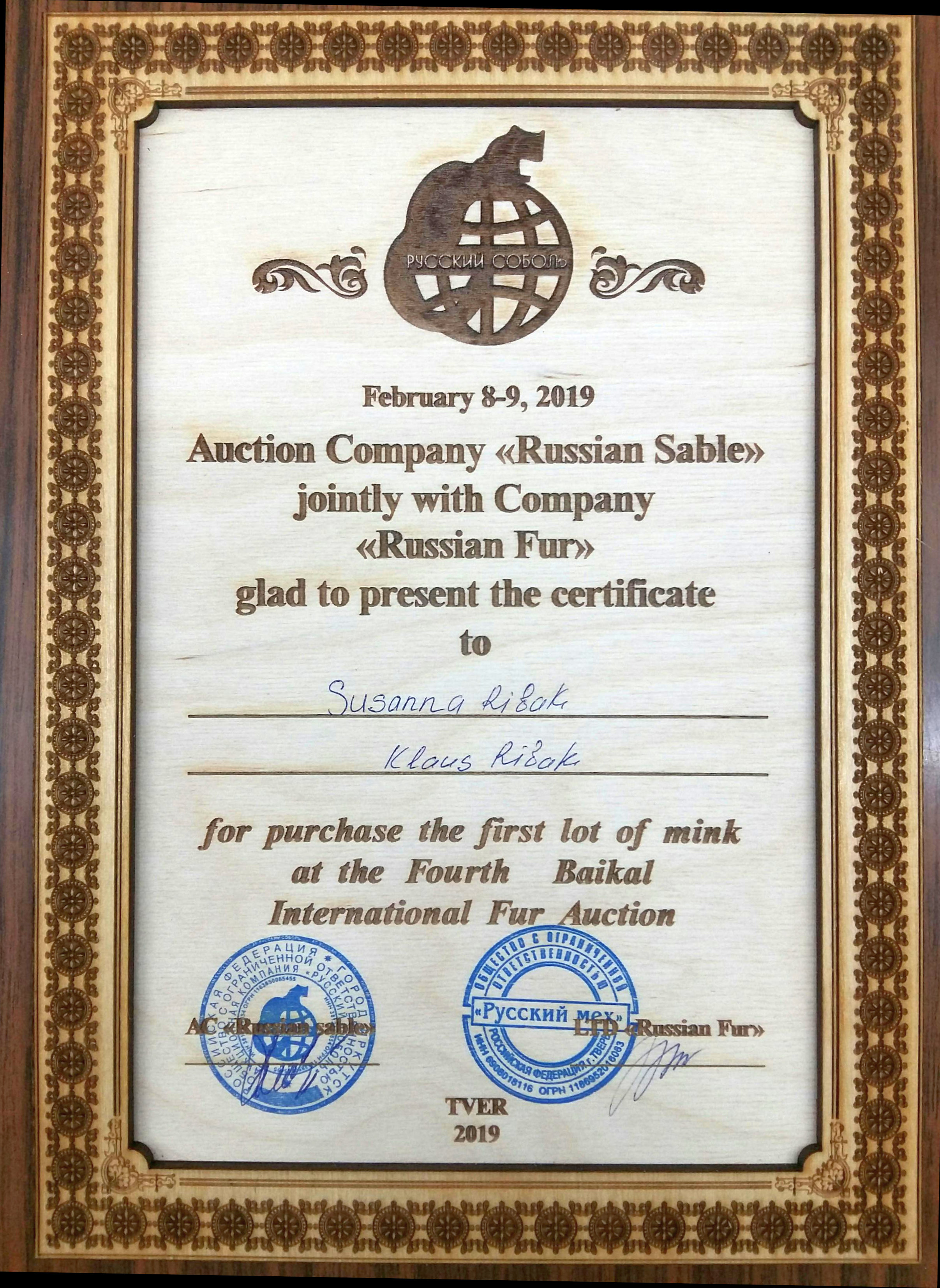
Zertifikat für den Einkauf des ersten Lots Nerzfelle auf der 4. Baikal Pelzauktion 2019, ausgestellt auf die deutschen Rauchwarenhändler und Rauchwaren-Kommissionäre Susanna und Klaus Ribak

Die Rauchwaren-Kommission, beziehungsweise die Tätigkeit eines Rauchwaren-Kommissionärs umfasst ursprünglich die Vermittlung von Einkaufs- und Verkaufsgeschäften für Rohfelle und Rauchwaren für die Pelzwirtschaft. Bei einzelnen Kommissionären kommt die Vermittlung von Lohnaufträgen für die Pelzveredlungsindustrie dazu; mit zunehmender Bedeutung der Pelzkonfektion in Westeuropa war es auch die Vermittlung von Lohnaufträgen für Pelzbekleidung.
Je einheitlicher und lokal begrenzter ein Handelsartikel ist, desto einfacher und direkter erfolgt sein Absatz. Nur wenige Handelswaren sind in sich so individuell verschieden und im Wert so schwierig zu beurteilen wie Pelzfelle. Nur wenige kommen aus so vielen Herkunftsgebieten und zeigen so starke Wertdifferenzen. Dabei sind die Werte häufig so groß, dass die Rolle eines „Vertrauensmannes“ an den Hauptumschlagplätzen oft sehr bedeutend ist. Die zum Betrieb eines Rauchwaren-Kommissionsgeschäftes erforderliche Eignung setzt vielseitige Erfahrung im Rauchwarenhandel voraus, vor allem Warenkenntnis, Sortimentstechnik, Erfahrung in der Fellbereitung vom Rohfell zum verarbeitbaren, gegerbten oder weiterveredelten Fell („Rauchwarenmanipulation“), sowie Vertrautheit mit den Gepflogenheiten des Handelsverkehrs. In der Praxis soll er über die zu erwartende Nachfrage und was an Anlieferungen zu erwarten ist Bescheid wissen. Für die Abwicklung des ausländischen Geschäftsverkehrs sind entsprechende Sprachkenntnisse erforderlich. Im Allgemeinen kommen die Kommissionäre aus dem Rauchwarenhandel.
Die Kommissionsgeschäfte werden meist dort betrieben, wo in größerer Zahl Rauchwarenhandlungen ansässig sind und wo der Rauchwarengroßhandel auch anderer Länder auf den Auktionen regelmäßig kauft. Die Kommissionäre ermöglichen dem Käufer mit dem Markt dieses Platzes in Kontakt zu bleiben, ohne selbst dort eine Dependance zu unterhalten. Da sie meist für mehrere Auftraggeber tätig sind, haben sie gegebenenfalls den Lieferanten gegenüber eine stärkere Position als der einzelne Händler oder Kürschner.

## Aufgabenbereich

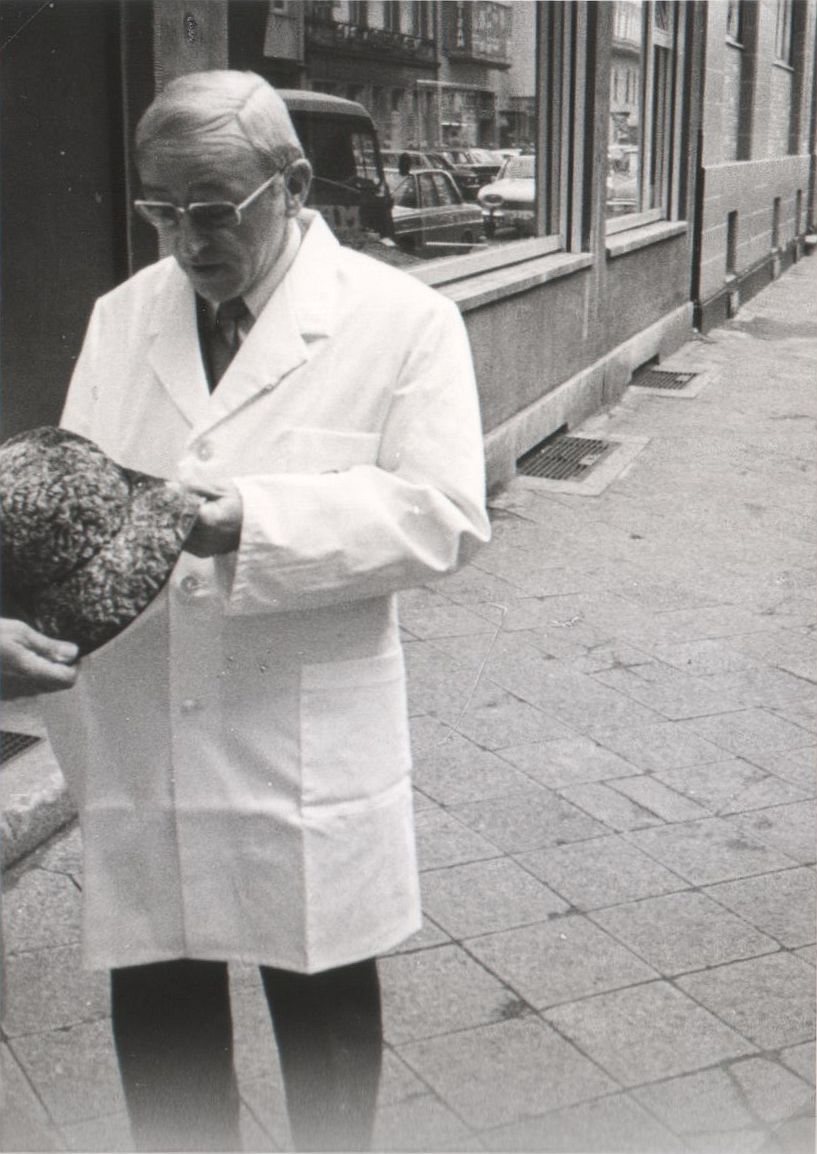
Rauchwaren-Kommissionär Rudolf Sonntag auf der Frankfurter Niddastraße, auf der Suche nach einem „Zupasser“ zu einem Damenhut für einen Kürschnerkunden (1969)

Juristisch gesehen ist der Name falsch, die Tätigkeit eines Rauchwaren-„Kommissionärs“ entspricht eher der eines Agenten, Handelsmaklers oder -vertreters, das heißt, er tritt im Namen seines „Kommittenten“ bei Warentransfers als Vermittler oder Bevollmächtigter auf, übernimmt selber aber keine Verpflichtung. Er wird nicht Eigentümer der Ware und haftet nicht für deren Bezahlung.
Beispielsweise beauftragt der überseeische Felllieferant, der Exporteur, einen Vermittler, um seine für die Weltmärkte des Großhandels bestimmte Ware abzusetzen, die teilweise bereits auf dem Versandweg ist. Die Welthandelsplätze waren um 2020 vor allem Kopenhagen mit dem Auktionshaus Kopenhagen Fur (in Liquidation), der Fur Distrikt in New York City und Ontario für nordamerikanische Rauchwaren, Moskau und Petersburg für russische Rauchwaren und vor allem der Pelzhandel in China mit Hongkong für chinesische Felle, Pelzhalbfabrikate und Pelzkonfektion. Die griechische Regionalbezirk Kastoria mit den beiden Orten Kastoria und Siatista ist das europäische Zentrum für die Pelzresteverwertung und für die Produktion und den Handel mit Pelzkonfektion. Vermehrt kommt die Ware inzwischen direkt aus den Ursprungsländern, ohne Umweg über bestimmte Handelsmärkte. Wesentliche Welthandelsplätze waren früher der Leipziger Brühl, wo 1930 zeitweise etwa 740 Rauchwarenhandlungen ansässig waren. Nach dem Zweiten Weltkrieg (1949 bis 1945) verlagerte sich der Handel in das Pelzhandelszentrum Niddastraße in Frankfurt am Main.
Die Kommissionsfirma wird auf Grund ihrer umfassenden Kenntnis des Marktes auch da tätig, wo der Käufer oder Verkäufer diesen nicht mehr zu überblicken und zu durchschauen in der Lage ist. „Sie springt auch da ein, wo die Formen des Handelsverkehrs, insbesondere des internationalen, so verwickelt werden, dass man es vorzieht, den indirekten Weg über das Kommissionshaus einzuschlagen, der dann trotz der Kosten noch Vorteile mit sich bringt.“ Aufgrund ihrer Übersicht über die Felllager sind sie bei entsprechender Ausrichtung in der Lage, auch schwierige Zupasser – das sind für Reparaturen oder Umgestaltungen alter Pelze benötigte Felle – für ihre Kürschnerkundschaft zu beschaffen.
Im Rauchwarengroßhandel ist der Kommissionär als Beauftragter der pelzverarbeitenden Gewerbe und Industrien tätig. Seine Auftraggeber (Kommittenten) sind Kürschner die Pelzbekleidungsindustrie, neben anderen, Mantelfabrikanten und die Stoffkonfektion (DOB) für Pelzbesätze. Er beschafft die hinsichtlich Provenienz, Größe, Qualität und Farbe geeignetste Ware, meist durch persönliche Begutachtung bei den Rauchwarenhandlungen, bei größeren Aufträgen wirkt der Auftraggeber oft selbst mit. Auch die Auslieferung der Produkte geschieht häufig durch den Rauchwaren-Kommissionär. Der Großteil von ihnen war gleichzeitig Ein- und Verkaufs-Kommissionär, lediglich in einigen Spezialbereichen, wie etwa südamerikanische Felle, bestand seine Aufgabe nur im Verkauf der Posten. In der Rauchwaren-Veredlungs-Industrie erstreckt sich die Aufgabe des Kommissionärs auf die Vermittlung von Zuricht- und Färbeaufträgen, das heißt die Hereinnahme von Lohnaufträgen, insbesondere vom Rauchwarengroßhandel für den vom Kommissionär vertretenden Veredlungsbetrieb.
Der Kommissionär kann sich bei der Vermittlung von Warenbeschaffungen interessante Fellpartien an das eigene Lager holen, so dass sie objektiv verglichen werden können. Hat er mehrere Auftraggeber für dieselbe Partie, so kann er meist bei Abnahme einer größeren Menge einen günstigeren Preis aushandeln. Außerdem lässt sich eine größere Partie besser in passende Sortimente sortieren. Für kleinere Kürschner ist dadurch der Einkauf auf Auktionen überhaupt erst möglich.
In ihrer Tätigkeit sind die Rauchwaren-Kommissionäre ausschließlich an das Warenangebot des Großhandels gebunden. Vertreten sie Rohfellhändler oder Veredlungsunternehmen, haben sie ebenfalls den Rauchwarengroßhandel als Kontrahenten. Teilweise betreiben Kommissionäre auch Proper-Geschäfte (Eigenhandel). Diese gehen eigentlich über die Tätigkeit des Kommissionsgeschäfts hinaus. Sie stellen eine Kombination zwischen Rauchwarenhandel und Rauchwaren-Kommission dar.
In einem Interview des Jahres 1985 nannten Arthur Hermsdorf, Gerd Kursawe und Peter Tonert, alle „reine Vermittler von Waren“, als einen Teil der Funktionen des Warenvermittlers, „ob Händler oder Kommissionär“:
- Das Übernehmen aller Risiken, die entstehen können

a) durch Fehleinkäufe
b) falsche oder betrügerische Lieferungen
c) versteckte Mängel (Rauchwarenausfälle)
d) Fehlentscheidungen bei der Manipulation
e) durch die Manipulation.

## Geschichte

### London
In London wird oder wurde die Kommission, neben weiteren Aufgaben, zumeist von einem Broker wahrgenommen. Er lagert die aus Übersee kommende Ware zunächst ein und bemüht sich dann, auf eigene Rechnung, um deren Verkauf, entweder im Freihandverkauf, oder früher, auch auf dem Weg der Auktion. Bereits in den 1920er Jahren umgingen Rohfellgroßhändler die Londoner Auktionen zunehmend, um mit Hilfe von Agenten (zusammen mit den Handelsmaklern eine weitere Hilfsperson des Rauchwarenmarktes) mit den europäischen Handelshäusern in Verbindung zu kommen. Ein wichtiges Argument für die Einschaltung eines Kommissionärs war auch seine Funktion bei der Finanzierung von Verkauf und Kauf. Die großen Londoner Kommissionshäuser übernahmen die Felle zur Auktion und bevorschussten sie; andererseits traten sie als Kreditgeber der Käufer auf, indem sie die auf der Auktion ersteigerten Posten, die in kürzester Frist bezahlt werden mussten, übernahmen. Fast ausnahmslos erfolgten diese Kredite durch Wechsel. Sie kauften oder verkauften in eigenem Namen auf fremde Rechnung und verrechneten Provisionen und Delkredere. In einer Arbeit über den Rauchwarenhandel hieß es 1921 auch: „[…] die Einschaltung eines Kommissionärs wird oft nur gewählt, wenn die kaufende oder verkaufende Firma nicht genannt sein will“.

### USA
Im Englischen gibt es den Begriff des „Merchandise Brokers“, dem Vermittler von Handelswaren. Wie einem Inserat im Katalog zur IPA, der Internationalen Pelzfach-Ausstellung in Leipzig im Jahr 1930 zu entnehmen ist, hatte die Fur Brokers Association of New York, Inc. zu der Zeit 19 Mitglieder.

### Leipzig

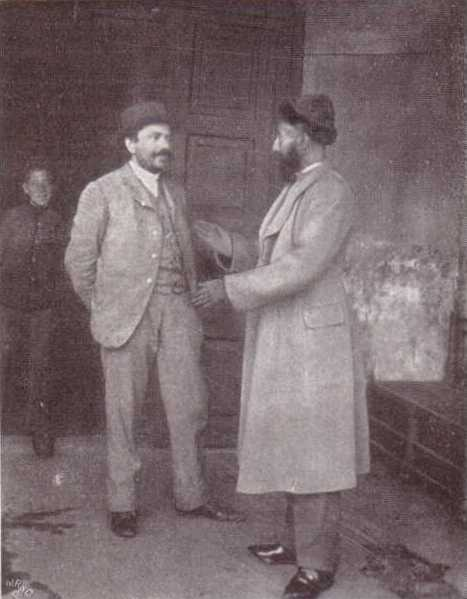
Kommissionär und russischer Pelzhändler auf der Pelzmesse in Nischni Nowgorod (1905)

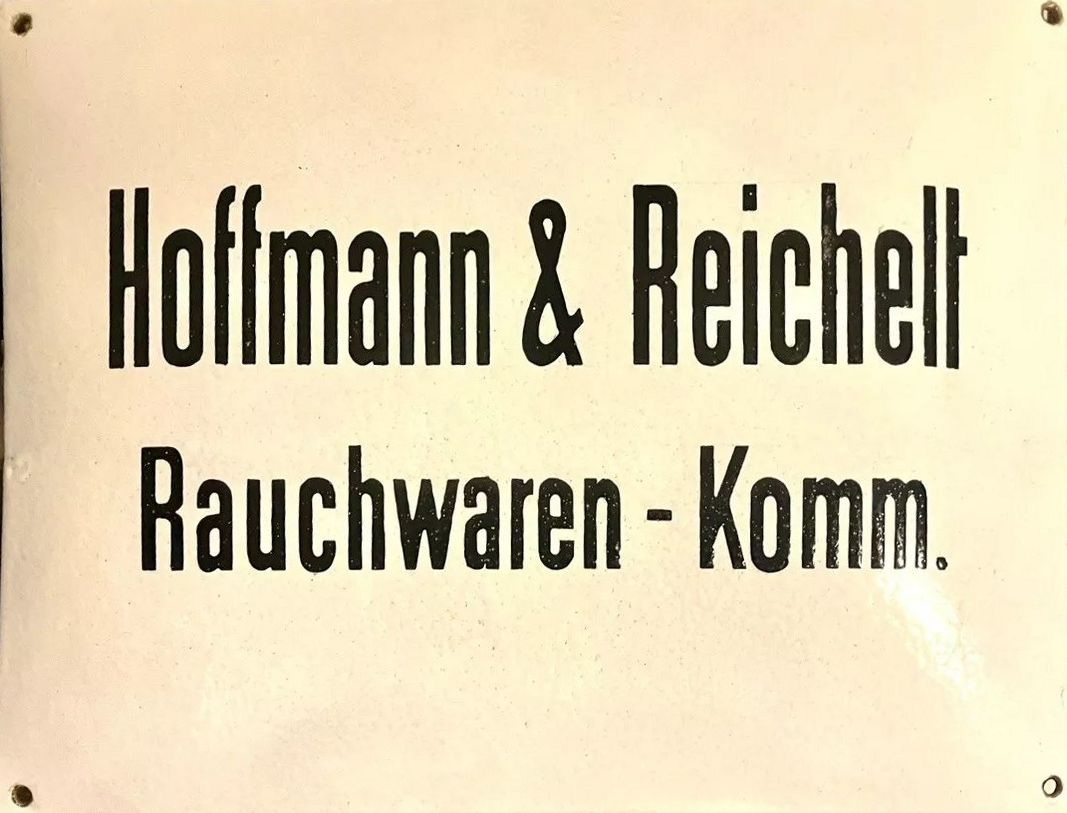
„Hoffmann & Reichelt, Rauchwaren-Komm.“ (altes Emaille-Schild, Leipzig)

Bis in die dreißigsten Jahre des neunzehnten Jahrhunderts vergrößerte sich im Kürschnergewerbe das Aufgabengebiet. Die vermögenden Kürschner vereinigten die Tätigkeit des Handwerkers, des Manufakturisten und des Kommissionärs jeweils in einer Person. Dann begann die systematische kaufmännische Organisation des Rauchwarenmarktes, und zwar zuerst durch polnische Juden, die seit etwa 1734 sich als Kommissionäre in Leipzig niederließen. Als Erstes brach den Kürschnern das ertragreiche Kommissionsgeschäft weg. Die Leipziger Kürschner beschwerten sich, dass diese Kommissionäre ihre auf der Messe nicht abgesetzten Waren unzulässigerweise über Mittelsmänner auch außerhalb der Messezeit verkauften.
Die erste Berufs- und Betriebszählung für das deutsche Reich im Jahr 1875 ergab für Leipzig 77 Rauchwarenhändler, einschließlich 7 Kommissionären. Der weitaus größte Teil befand sich in jüdischer Hand. Je mehr jüdische Händler in Leipzig ansässig wurden, desto mehr wuchs die Bedeutung des Brühls für den Welthandel mit Rauchwaren. 1898 waren es 150 Firmen einschließlich der Kommissionäre, 1914 waren es 388 und 1928 dann 458 Rauchwarenhändler, 88 davon als Pelzwarenhändler bezeichnete und 237 Kommissionäre.
1897 hieß es über die Leipziger Kommissionäre: „Sie zerfallen in Einkaufskommissionäre, zur Besorgung schnell zu erledigender Aufträge und zur besseren Informierung der Käufer, und in Verkaufskommissionäre für Rohartikel von auswärts, z. B. Berlin, Paris, London, New-York, Moskau u. s, w., sowie für den Verkauf von Leipziger Halbfabrikaten. Letztere, d. h. diejenigen, welche den Verkauf der Leipziger Halbfabrikate vermitteln, sind von Leipziger Firmen engagiert. – Von den hiesigen Kürschnern werden die Kommissionäre wenig in Anspruch genommen, da erstere, hier im Zentralpunkt ihrer Branche ansässig, ihre Geschäfte selbst besorgen können.“
Eine große Rolle spielte am Leipziger Brühl ursprünglich der Makler, ohne dessen Vermittlung fast kein Geschäft zustande kam. Um 1910 waren diese fast verschwunden, dafür waren aber zahlreiche Kommissionshäuser entstanden. Viele von ihnen erhielten von auswärtigen Firmen Warenmengen zum Verkauf zugesandt. Die Courtage plus Provision soll bei einzelnen Firmen manchmal bis zu 100.000 Mark im Jahr betragen haben. Am Leipziger Brühl hatten die dort oder in der Umgebung ansässigen Veredlungsbetriebe jedoch eigene Vertretungen, sogenannte Stadtgeschäfte. Nach einer Auszählung aus dem Leipziger Adressbuch von 1928 umfasste die Pelzbranche Leipzigs insgesamt 1108 Firmen, davon waren 458 Rauchwarenhandlungen und 237 Rauchwaren-Kommissionäre.
Der Vater des Rauchwarenhändlers Friedrich Jäkel (* 1914) war bereits Rauchwarenhändler. Wie er 1985 rückblickend berichtete, gab es in Leipzig immer wieder auch Kollegen, die ihre Fellsortimente vorsätzlich nicht sauber sortierten, also mit geringwertigeren Fellen im Jacken- oder Mantelbund. Die Fellbunde für die Kürschner schienen dadurch preiswerter zu sein als bei den renommierten Händlern, denen die Kunden üblicherweise ihr Leben lang verbunden blieben. An den Kommissionären lag es nun, die Käufer darauf hinzuweisen.
Jäkel erinnerte sich auch noch an einen besonderen Fall aus seiner Lehrzeit,

„[…] die Belieferung eines Hofkürschners in Berlin im Jahre 1907 mit zwei zusammenpassenden echten Sitkafüchsen in allerfeinster Qualität, erster Farbe und gleichmäßiger Größe, die ein Hochzeitsgeschenk für die Kronprinzessin Cäcilie sein sollten. Der Auftrag lag eine geraume Zeit in London, bis die beiden schwarzen Silberfüchse auf einer Auktion gefunden und gekauft werden konnten. Es war das herrlichste Fuchspaar aus freier Wildbahn. Die beiden Silberfüchse kosteten für den Hofkürschner 25.000 Mark. Bei dem Rauchwarenhändler, der dessen Kommissionär war und dieses Geschäft ausführte, war ich als Lehrling angestellt. Ich mußte diese zwei Füchse nach Berlin bringen, das Paket nicht aus den Augen lassen und vom Anhalter Bahnhof bis zum Kürschner eine Pferdedroschke nehmen.[…]“

Aus einer Abrechnung der Leipziger Kommissionfirma Arthur Hermsdorf aus dem April 1912 ist zu entnehmen, dass für die Mailänder Firma Felix Hirschler von der Londoner Firma Allhausen & Co. 142 Sealfelle im Gesamtwert von 12.210,- Mark gekauft wurde. Nach Abzug eines Diskonts plus Spesen stellte Hermsdorf der Londoner Firma Allhausen & Co 2 Prozent Courtage = 244,20 Mark und 1 Prozent „Maklergebühr/Wallerst.[Wallerstein]“ = 122,10 in Rechnung.
Der Sohn von Arthur Hermsdorf, Leopold Hermsdorf (* 1878; † 1953 in Leipzig), war Vorsitzender der Kommissionäre, mit Sitz Brühl 76.

### Frankfurt am Main
Ähnlich wie den Leipziger Stadtgeschäften entwickelte es sich allmählich im Frankfurter Pelzzentrum, wo statt des Kommissionärs eigene Vertreter mit der Wahrung der Firmeninteressen betraut wurden. Die Bedeutung des Frankfurter Pelzzentrums zeigte sich auch darin, dass 1985 dort 47 der insgesamt 52 im Rauchwarenverband organisierten Rauchwaren-Kommissionäre ansässig waren. Neben einer Vielzahl deutscher Firmen in Frankfurt oder von außerhalb vertraten sie wichtige ausländische und internationale Rauchwaren-Handelshäuser. Oft bestanden mit ihnen feste Langzeitverträge. So repräsentierten etwa sieben von ihnen dauerhaft Unternehmen aus Kanada, den USA, Italien, Argentinien, Skandinavien und Frankreich. Eine Kommissionsgesellschaft hatte gleichzeitig drei Schweizer, drei schwedische, zwei amerikanische und einen griechischen Auftraggeber. Das ausschließliche Betreiben von Kommissionsgeschäften wie bei dieser Firma war jedoch die Ausnahme, die meisten waren auch als Großhändler tätig. Nur 9 der 47 Verbandsmitglieder waren ausschließlich als Kommissionäre eingetragen.
Allmählich weitete sich der Aufgabenbereich des Frankfurter Rauchwaren-Kommissionärs aus, er wurde zum Berater und Korrespondenten seines Auftraggebers. Er informierte über alle relevanten Ereignisse der Branche, wie Angebote konkurrierender Lieferanten und frisch hereingekommene Ware, und nahm damit die Stellung eines Hausmaklers ein. Sein Honorar wurde in der Regel nach dem Umsatz des vermittelten Geschäfts berechnet. Um 1972 waren das 2 bis 3 Prozent Courtage, in London waren es ebenfalls 3 Prozent. In Frankfurt waren 1985 es 2 bis 5 Prozent. Um diese Zeit machte Konfektionsware bereits ungefähr 70 Prozent ihres Warentransfers aus. Oft bekam er die Provision auch dann, wenn sein Auftraggeber die Bestellung nicht über ihn, sondern direkt an den Lieferanten seines Platzbereichs erteilte. Wurden die Käufe, wie früher meist gebräuchlich, nicht mehr per Handschlag besiegelt, so war es zunehmend üblich geworden, auch diese Fragen generell vertraglich zu regeln.

### Köln
Das Kürschnergewerbe stand bereits im 12. und 13. Jahrhundert in Köln in hoher Blüte. In der Zeit um 1400 ist es weniger in Erscheinung getreten, gegen Ende des 15. Jahrhunderts wurde von einem neuen Aufschwung berichtet.
Der Eid der Kölner Makler für Pelzwerk, 1485–86, besagte:

„1. Sie sollen jedem zu Diensten stehen, alles nach Köln feil kommende Pelzwerk anzeigen,

2. keine feinen Pelze für sich kaufen,

3. keinen Verkauf von feinen Pelzen an die Verfertiger groben Pelzwerks vermitteln,

4. alle Verpackungen überwachen,

5. alle Verkäufe, die sie vermitteln oder die ohne Makler gemacht werden, den Accisemeistern anzeigen,

6. nur ihre Taxe fordern,

7. und endlich dürfen sie grobes Pelzwerk verfertigen.“

## Film
Ein Film zeigte anlässlich der Internationalen Pelzfachausstellung IPA 1930 in Leipzig die Arbeit der Kommissionäre. Das vom Animationsfilmer Hans Fischerkoesen gedrehte Werk schilderte  zuerst schematisch die Funktionen der Vermittlers, „dann aber in humorvoller Art anschließend in lebenswahren unterhaltenen Szenen einen Tag aus dem Leben eines Leipziger Kommissionärs, wie er leibt und lebt zwischen telegraphischen Überraschungen und Auktionen und wie er als Vertrauensmann der Fernabwesenden vielseitig mit aller Art hier vorzüglich karikierten Typen von Gegenspielern zu tun bekommt“. Der an den fünf Hauptverkehrsstunden fast ständig gelaufene Film ist vermutlich beim Brand des Pelzfachmuseums in Leipzig zusammen mit anderen Teilen der Ausstellung zerstört worden.